# Twierdzenie Vitalego o pokryciu
Twierdzenie Vitalego o pokryciu – noszące nazwisko Giuseppe Vitalego jedno z dwóch podstawowych twierdzeń o pokryciu (obok twierdzenia Besicovitcha) pomocne przy badaniu własności miary Lebesgue’a na przestrzeniach euklidesowych; z geometrycznego punktu widzenia daje pokrycie kulami powiększonymi w stosunku do wyjściowych, dzięki czemu jest z nich łatwiejsze w zrozumieniu i zastosowaniu.
Twierdzenie umożliwia mierzenie i teoretyczne „wypełnienie” dowolnego zbioru otwartego przeliczalnie wieloma rozłącznymi kulami domkniętymi o ograniczonym promieniu (z wykorzystaniem miary Lebesgue’a, twierdzenie Besicovitcha umożliwia podobną operację dla ogólniejszych miar Radona); jest także pomocne jako środek dowodowy dla nierówności dla operatora Hardy’ego-Littlewooda.
Sformułowanie „(pod)rodzina kul rozłącznych” oznacza, że rozłączne są dowolne dwie kule w danej (pod)rodzinie; innymi słowy rozpatrywane kule są zbiorami parami rozłącznymi.

## Twierdzenie

Na górze: rodzina kul; zielone kule tworzą rozłączną podrodzinę.
Na dole: podrodzina kul o trzykrotnie większych promieniach pokrywa wszystkie kule.

Niech {\displaystyle B=B(x,r)} oznacza kulę domkniętą w {\displaystyle \mathbb {R} ^{n},} zaś {\displaystyle {\hat {B}}=B(x,5r)} oznacza współśrodkową kulę domkniętą o promieniu pięciokrotnie większym od promienia {\displaystyle B.} Rodzinę {\displaystyle {\mathcal {F}}} kul domkniętych w {\displaystyle \mathbb {R} ^{n}} nazywa się pokryciem zbioru {\displaystyle A\subseteq R^{n},} jeżeli
{\displaystyle A\subseteq \bigcup _{B\in {\mathcal {F}}}B.}
Teza
Niech {\displaystyle {\mathcal {F}}} oznacza dowolną rodzinę niezdegenerowanych kul domkniętych w {\displaystyle \mathbb {R} ^{n},} przy czym
{\displaystyle \sup {\big \{}\operatorname {diam} B\colon B\in {\mathcal {F}}{\big \}}<+\infty .}
Wówczas istnieje rodzina przeliczalna {\displaystyle {\mathcal {G}}} rozłącznych kul w {\displaystyle {\mathcal {F}},} dla której
{\displaystyle \bigcup _{B\in {\mathcal {F}}}B\subseteq \bigcup _{B\in {\mathcal {G}}}{\hat {B}}.}

## Dowód
Oznaczenia
Niech {\displaystyle D:=\sup {\big \{}\operatorname {diam} B\colon B\in {\mathcal {F}}{\big \}}.} Ponadto
{\displaystyle {\mathcal {F}}_{j}:=\left\{B\in {\mathcal {F}}\colon {\tfrac {D}{2^{j}}}<\operatorname {diam} B\leqslant {\tfrac {D}{2^{j-1}}}\right\}\qquad (j=1,2,\dots ).}
Zbiór {\displaystyle {\mathcal {G}}_{j}\subseteq {\mathcal {F}}_{j}} będzie określony indukcyjnie jak następuje:
- niech {\displaystyle {\mathcal {G}}_{1}} będzie maksymalną rodziną rozłączną kul w {\displaystyle {\mathcal {F}}_{1};}
- zakładając, że {\displaystyle {\mathcal {G}}_{1},\dots ,{\mathcal {G}}_{k-1}} są już wskazane, rodzina {\displaystyle {\mathcal {G}}_{k}} będzie dana jako dowolna maksymalna podrodzina rozłączna
{\displaystyle \left\{B\in {\mathcal {F}}_{k}\colon B\cap B'=\varnothing \ \ {\text{dla wszystkich}}\ \ B'\in \textstyle \bigcup _{j=1}^{k-1}{\mathcal {G}}_{j}\right\}.}

Wreszcie
{\displaystyle {\mathcal {G}}:=\textstyle \bigcup _{j=1}^{\infty }G_{j},}
przy czym jest ona rodziną kul rozłącznych oraz {\displaystyle {\mathcal {G}}\subseteq {\mathcal {F}}.}
Przy podanych definicjach wystarczy wykazać następujące
Stwierdzenie
Dla każdej kuli {\displaystyle B\in {\mathcal {F}}} istnieje kula {\displaystyle B'\in {\mathcal {F}},} dla której {\displaystyle B\cap B'=\varnothing } oraz {\displaystyle B\subseteq {\hat {B'}}.}
Dowód
Niech {\displaystyle B\in {\mathcal {F}}} będzie ustalony. Istnieje wtedy wskaźnik {\displaystyle j,} dla którego {\displaystyle B\in {\mathcal {F}}_{j}.} Z maksymalności {\displaystyle {\mathcal {G}}_{j}} istnieje kula {\displaystyle B'\in \textstyle \bigcup _{k=1}^{j}{\mathcal {G}}_{k},} dla której {\displaystyle B\cap B'=\varnothing .} Jednakże {\displaystyle \operatorname {diam} B'\geqslant {\tfrac {D}{2^{j}}}} oraz {\displaystyle \operatorname {diam} B\leqslant {\tfrac {D}{2^{j-1}}};} stąd zaś {\displaystyle \operatorname {diam} B\leqslant 2\operatorname {diam} B'.} Zatem {\displaystyle B\subseteq {\hat {B'}}.}
Uwagi
- Stała {\displaystyle 5} w definicji {\displaystyle {\hat {B}}} nie jest optymalna. Jeśli przy definiowaniu {\displaystyle {\mathcal {F}}} zamiast {\displaystyle 2^{-j}} użyto by {\displaystyle c^{-j},} dla {\displaystyle c>1,} to wartość {\displaystyle 5} można by zastąpić przez {\displaystyle 1+2c.} Każda stała ściśle większa od {\displaystyle 3} daje poprawne sformułowanie twierdzenia.
- W najogólniejszym przypadku przestrzeni metrycznych wybór maksymalnej podrodziny rozłącznej wymaga lematu Kuratowskiego-Zorna.
- Nie istnieje systematyczny sposób kontrolowania {\displaystyle \mu ({\hat {B}})} za pomocą {\displaystyle \mu (B)} w przypadku, gdy {\displaystyle \mu } jest ogólną miarą Radona na {\displaystyle \mathbb {R} ^{n}.} Przez to twierdzenie Vitalego o pokryciu nie jest aż tak pomocne przy badaniu tego rodzaju miar; twierdzenie Besicovitcha jest twierdzeniem o pokryciu, które nie wymaga powiększania kul za cenę ich rozłączności (przy zachowaniu kontroli nad stopniem ich nakładania).
- Założenie o ograniczeniu średnicy (promienia) kuli jest niezbędne: w przypadku rodziny wszystkich kul o środku w początku {\displaystyle \mathbb {R} ^{n}} dowolna rozłączna podrodzina składa się wyłącznie z jednej kuli {\displaystyle B,} jednakże {\displaystyle {\hat {B}}} nie zawiera wszystkich kul tej rodziny.

## Literatura
- Giuseppe Vitali. Sui gruppi di punti e sulle funzioni di variabili reali. „Atti dell’Accademia delle Scienze di Torino”. 43, s. 75–92, 1908. (wł.). („O grupach punktów i o funkcjach zmiennych rzeczywistych”, zawiera pierwszy dowód twierdzenia Vitalego o pokryciu).